# Rusty Draper
Rusty Draper (Kirksville, 25 januari 1923 - Bellevue, 28 maart 2003) was een Amerikaanse country- en popmuzikant.

## Jeugd
Vanwege zijn rode haar kreeg de muzikant zijn bijnaam Rusty. Zijn eerste gitaar bespeelde hij in 1925 en begon tijdens de jaren 1930 te werken bij de radio, waar hij onder andere de sportverslaggever Ronald Reagan had vervangen in Des Moines bij de radiozender WHO. Na enkele blijvende verbintenissen als zanger en omroeper in clubs vanaf 1942 in San Francisco kreeg hij in januari 1952 een platencontract bij Mercury Records. 

## Carrière
Al in februari 1952 nam hij in New York zijn eerste single Just Because / How Could You? (Blue Eyes) op, die de hitlijst niet haalde. Pas zijn zesde single Texarkana Baby / No Help Wanted werd in de pophitlijst genoteerd en bereikte een 10e plaats na het uitbrengen in februari 1953. Zijn songs werden bij voorkeur als popmuziek geclassificeerd, zodat zijn nummers vooralsnog in de pophitlijst werden genoteerd. Draper was geen getalenteerde songauteur, zodat ook zijn volgende opnamen uitsluitend van andere auteurs afkomstig waren en vaak coverversies waren van klassieke titels.
Labelcollega Jim Lowe had in mei 1953 zijn eigen compositie Gambler's Guitar uitgebracht, maar kon echter hiermee slechts de 26e plaats van de pophitlijst bereiken. Dan probeerde Draper om uit de song over een gitaar spelende zwerver en speler meer te halen. Opgenomen in mei 1953 met de Jack Halloran Singers en in dezelfde maand gepubliceerd, bereikte hij hiermee de 6e plaats zowel in de pop- als in de countryhitlijst. De song verkocht goed en ontwikkelde zich ten slotte tot een miljoenenbestseller. In Duitsland werd de song bekend door Fred Bertelmann als Der lachende Vagabund.
Na Gambler's Guitar bracht Mercury Records een serie songs op de markt, die voor een groot deel niet in de hitlijsten kwamen. Pas The Shifting, Whispering Sands / Time (september 1955) bereikte de 3e plaats in de pophitlijst, maar kon echter ondanks de country-achtige stijl niet scoren in de countryhitlijst en bij de radiostations. De song ontwikkelde zich tot Drapers tweede miljoenenseller, maar was echter gelijktijdig zijn laatste grote hit. De goudzoekerssong over het drijfzand in de zuidwestelijke regionen van de Verenigde Staten werd reeds in 1950 geschreven door Jack V.C. Gilbert (tekst) en Mary Margret Hadler (muziek) en sluimerde in de muziekuitgeverij, tot het lied door Draper weer werd opgenomen en een BMI-Award kreeg. Dan echter kwamen een veelheid coverversies, waaronder door Billy Vaughn (september 1955) en de Britse versie van Eamonn Andrews, die de song in januari 1956 uitbracht en de 18e plaats bereikte van de Britse hitlijst. Veel countryzangers, waaronder Jim Reeves (1961) en Johnny Cash (1965), hadden de song ook opgenomen.
Draper scoorde sindsdien niet meer in de countryhitlijst. Hij publiceerde in juli 1955 Seventeen / Can't Live Without Them Anymore (18e plaats, pop). Naast zijn tweede miljoenenseller kon zich enkel de in april 1957 gepubliceerde skiffle-standard Freight Train / Seven Come Eleven (6e plaats) nog eenmaal in de top 10 plaatsen.
De laatste hitnotering was Willie Nelsons compositie Night Life (57e plaats, augustus 1963). Na tien jaar bij Mercury Records wisselde hij naar Monument Records. Draper bracht nog tot 1979 platen uit, echter kon hij daarmee niet meer evenaren aan zijn vorige successen. Hij presenteerde daarna het dagelijks uitgezonden tv-programma Swingin' Country.

## Overlijden
Rusty Draper overleed in 2003 op 80-jarige leeftijd aan de gevolgen van een longontsteking in de staat Washington. Een jaar eerder was hij opgenomen geworden in de Western Swing Society Hall of Fame.

## Discografie

### Singles
Mercury Records
- 1952: Just Because / How Could You (Blue Eyes)
- 1952: Bouncing on the Bayou / Devil of a Woman
- 1952: Release Me / Wedding Bells (met Patti Page)
- 1953: Big Mamou / Tell Me Why, Why
- 1953: Gambler's Guitar / Free Home Demonstration
- 1953: Lazy River / Bummin' Around
- 1954: Muskrat Ramble / The Magic Circle
- 1955: Eating Goobes Peas / That's All I Need
- 1955: Seventeen / Can't Live Without Them Anymore
- 1955: The Shifting, Whispering Sands / Time
- 1955: Wabash Cannonball / Are You Satisfied?
- 1956: Forty-Two / Held for Questioning
- 1956: Pink Cadillac / In the Middle of the House
- 1956: Tiger Lily / Confidential
- 1957: Seven Come Eleven / Freight Train
- 1958: Chicken-Pickin' Hawk / June, July, and August
- 1959: Don't Forget Your Shoes / Next Stop Paradise
- 1960: Anytime / That Lucky Old Sun
- 1960: Mule Skinner Blues / Please Help Me, I'm Falling
- 1961: Signed, Sealed, and Delivered / Scared to Go Home

Monument Records
- 1963: Night Life / That's Why I Love You Like I Do
- 1964: Lady of the House / It Should Be Easier Now
- 1965: Folsom Prison Blues / You Can't Be True, Dear
- 1966: Love Is Gone for Good / You Call Everybody Darling
- 1970: There She Goes / A Traveling Song

ZS8
- 1974: Walking on New Grass / You Were Right

AVI
- 1978: Leavin' Is so Hard to Do / Another

KL
- 1979: Harbor Lights / Ramblin' Man

- Bibliothèque nationale de France: cb141731548 (data)
- Gemeinsame Normdatei: 134361946
- International Standard Name Identifier: 0000 0000 7101 7468
- Library of Congress Control Number: no98033338
- MusicBrainz: ace6f283-8089-4538-9d8d-b603d2afcc5a
- Virtual International Authority File: 24214106
- WorldCat: E39PBJhX4mhHhMYXbQD7ctbfMP